# Wellige Braunfäuletramete
Die Wellige Braunfäuletramete, auch Wellige Tramete, Schmalsporiger Weißer Porenschwamm (Antrodia sinuosa) ist eine Pilzart aus der Familie der Baumschwammverwandten (Fomitopsidaceae). Er wird auch nur Weißer Porenschwamm genannt, dies führt aber zur Verwechslung mit dem Breitsporigen Weißen Porenschwamm (Antrodia vailantii). Er ist holzzerstörerisch und zählt (u. a. neben dem Echten Hausschwamm) zu den mit am häufigsten vorkommenden Hausfäulepilzen.

## Merkmale

### Makroskopische Merkmale
Die Fruchtkörper der Welligen Braunfäuletramete sind einjährig und effus bis resupinat, er liegt also flächig auf dem Substrat auf mit abstehenden Kanten. Er ist zwei bis fünf Millimeter dick, ist weich bis korkartig und bildet mitunter meterlange Beläge. Die Fruchtkörper sind abtrennbar. Ihr Geschmack ist harzig bitter. Im trockenen Zustand ist er hart. Der Rand des Fruchtkörpers ist fransig, dünn, weiß und schmal und fehlt manchmal beinahe. Die Poren sind elfenbeinweiß bis cremefarben und werden im Alter blass schmutzigbraun. Sie sind eckig bis wellig und oft unregelmäßig aufgespalten. Sie messen ein bis drei, manchmal bis vier Millimeter im Durchmesser. Die Trennwände sind ganz bis gezähnt und reißen oft beim Trocknen in labyrinthähnliche Strukturen auf. Das weiße Subiculum ist wollig bis zäh und über einen Millimeter dick. Die Röhrenschicht ist gleich gefärbt und bis zu fünf Millimeter dick.

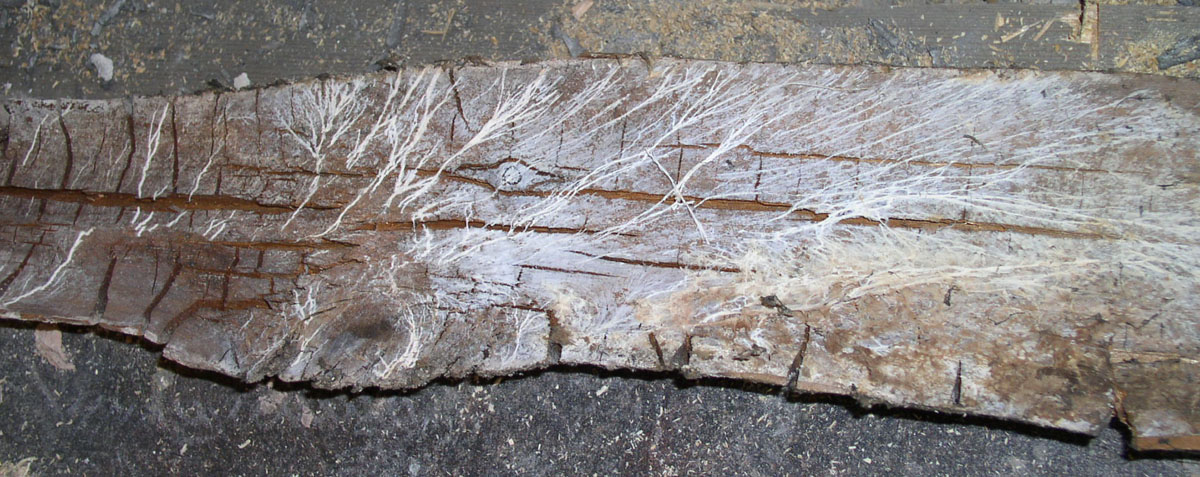
Strangmycel des Weißen Porenschwamms

Die Weißen Porenschwämme bilden weißes, oft eisblumenartig verzweigtes Oberflächen- und Strangmycel aus. Die Stränge können eine Dicke von mehreren Millimetern aufweisen und bleiben auch im trockenen Zustand biegsam. (Dies ist ein wichtiges Merkmal zur Unterscheidung vom Echten Hausschwamm, da dessen Stränge im trockenen Zustand wie dünne Zweige mit deutlichem Knacken brechen.)

### Mikroskopische Merkmale
Das Hyphensystem ist dimitisch. Die generativen Hyphen haben Schnallen und sind dünnwandig, durchscheinend und messen 2 bis 4,5 Millimeter im Durchmesser. Die Skeletthyphen sind durchscheinend, dickwandig bis halbmassiv, gewunden bis gerade, manchmal auch verzweigt und messen 2 bis 5 Mikrometer im Durchmesser. Sie kommen öfter im Subiculum vor als in der Trama. Eigentliche Zystiden kommen nicht vor, aber spindelförmige, nicht ausladende Zystidiolen, die oft zwischen den Basidien vorkommen. Sie messen 12 bis 20 × 3 bis 4 Mikrometer. Die Basidien sind keulig, mit je vier Sterigmen, besitzen am Grunde eine Schnalle und messen 11 bis 15 × 4 bis 5 Mikrometer
Die Sporen messen 4 bis 6 × 1 bis 2 Mikrometer, sie sind zylindrisch bis würstchenförmig, durchscheinend, glatt und reagieren negativ in Melzers Reagenz.

## Ökologie und Verbreitung
Die Wellige Braunfäuletramete lebt an der Unterseite von toten, morschen Nadelholzstämmen wie Lärchen, Fichten und Kiefern mit ausreichender Feuchtigkeit. Oft kommt sie auf verbrannten Stämmen vor. Selten ist sie auch an Harthölzern wie Eschen oder Hickory zu finden. Sie erzeugt eine braune Würfelfäule. Sie ist häufig und zirkumpolar in der borealen Nadelholzzone verbreitet. In Europa kommt sie überall vor, wo Nadelwälder natürlich vorkommen. Verbreitet ist sie in Nordamerika, Ostasien und Nordafrika (Marokko).
Der Wellige Braunfäuletramete benötigt für seine Entwicklung höhere Holzfeuchten als der Echte Hausschwamm, ist dann aber relativ widerstandsfähig gegenüber Schwankungen im Feuchteangebot. So kann er vorübergehende Trockenheitsphasen unbeschadet überstehen, um nach erneuter Befeuchtung sein Wachstum und den Holzabbau fortzusetzen. Die Temperaturspanne, in welcher der Pilz wachsen kann, reicht von ca. 3 °C bis 40 °C, wobei das Optimum zwischen ca. 25 °C und 34 °C liegt.

### Schadbild
Der Weiße Porenschwamm verursacht im befallenen Holz eine Braunfäule. Durch den Abbau der Zellulose, die einen der Hauptbestandteile des Holzes darstellt, verliert dieses rasch an Festigkeit und Masse. Es nimmt eine dunkelbraune Farbe an und entwickelt eine für Braunfäuleschäden typische, querrissige Struktur, den sogenannten Würfelbruch. Im fortgeschrittenen Stadium des Befalls besitzt das Holz keinerlei Tragfähigkeit mehr und lässt sich zwischen den Fingern zu Pulver zerreiben.

## Bekämpfung und Vorbeugung
Die Bekämpfung eines Befalls durch den Weißen Porenschwamm richtet sich in Deutschland nach der DIN 68800 Teil 4. Der Weiße Porenschwamm wird hierbei zu den „Nassfäulepilzen“ gezählt, da er für sein Wachstum eine höhere Holzfeuchte benötigt als der Echte Hausschwamm. (Der Begriff „Nassfäule“ ist jedoch umstritten, da jeder Befall durch holzzerstörende Pilze auf erhöhter Feuchtigkeit beruht.)
Als Bekämpfungsmaßnahme sieht die DIN vor, dass die betroffenen Holzbauteile zu entfernen sind (Rückschnitt um 0,30 m über den sichtbaren Befall hinaus). Es kann erforderlich sein, die verbleibenden Holzteile mittels Bohrlochtränkung mit vorbeugend wirksamen chemischen Holzschutzmitteln zu behandeln.
Die wichtigste Maßnahme zur Verhinderung eines Befalls besteht jedoch darin, dafür zu sorgen, dass das Holz keiner erhöhten Feuchte ausgesetzt ist. Holz, dessen Holzfeuchte dauerhaft unterhalb des Fasersättigungsbereiches liegt, kann nicht durch holzzerstörende Pilze angegriffen werden.
Ein Befall durch den Weißen Porenschwamm oder andere Hausfäulepilze ist häufig die Folge undichter Dächer, aber auch z. B. schadhafte Leitungen oder Tauwasseranfall infolge bauphysikalischer Probleme können die Ursache sein.

## Systematik und Taxonomie
Die Wellige Braunfäuletramete wurde erstmals von Elias Magnus Fries 1821 als Polyporus sinuosus erstbeschrieben. Petter Adolf Karsten beschrieb ihn dann als Antrodia sinuosa 1881, unter dessen Namen er heute meist noch bekannt ist. 2011 verschob Rajchenberg und Mitarbeiter aufgrund von phylogenetischer Studien in die Gattung Amyloporia, allerdings mit schwacher Datenbasis, daher beschrieb 2017 Serge Audet die neue Gattung Adustoporia mit der einzigen Art Adustoporia sinuosa Allerdings listet ihn die mykologische Datenbank Index Fungorum immer noch unter Antrodia sinuosa. Daher wird zur Zeit (November 2023) noch dieser Name beibehalten.